# Szárazmalom

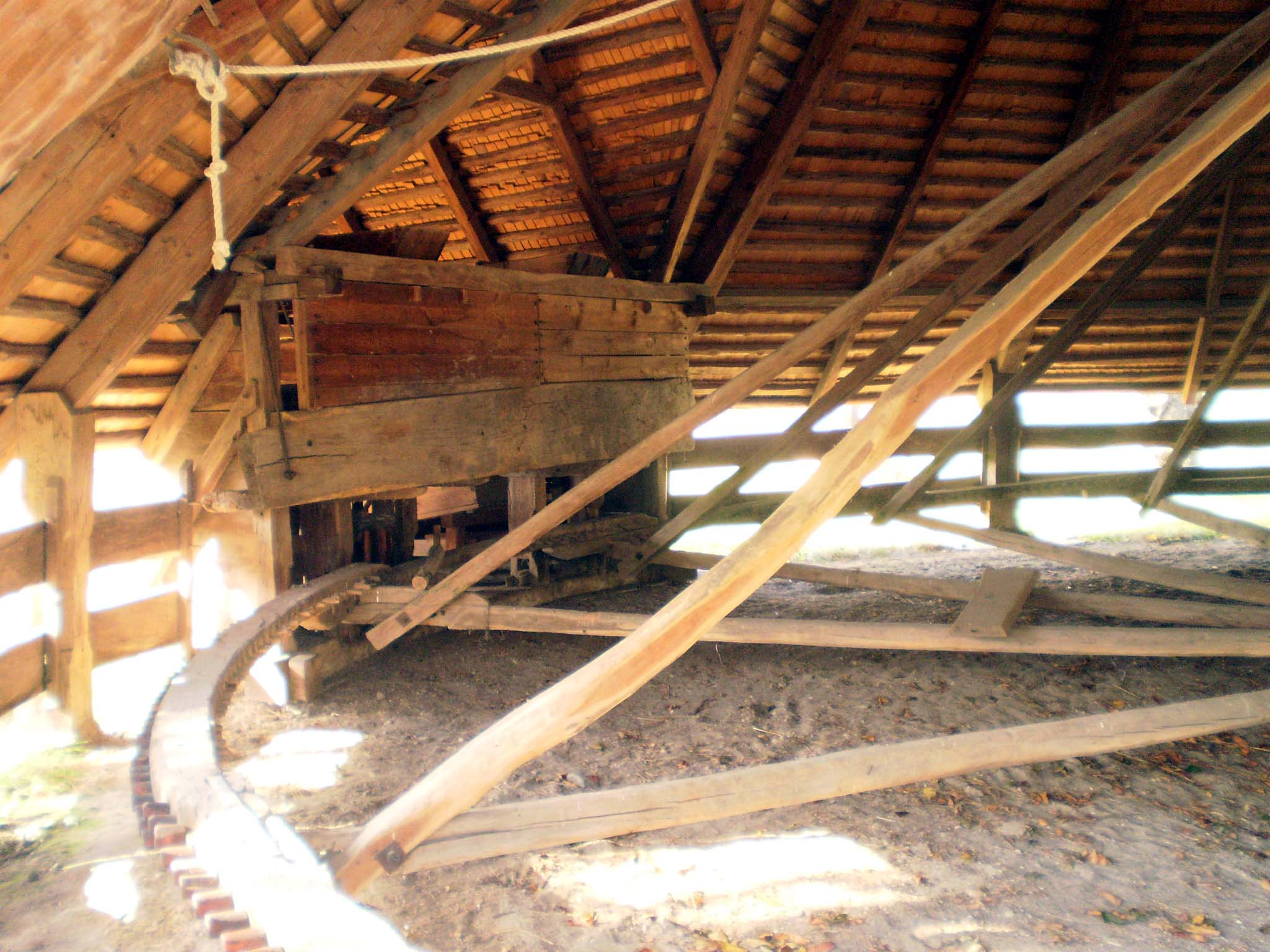
A vámosoroszi malom belseje

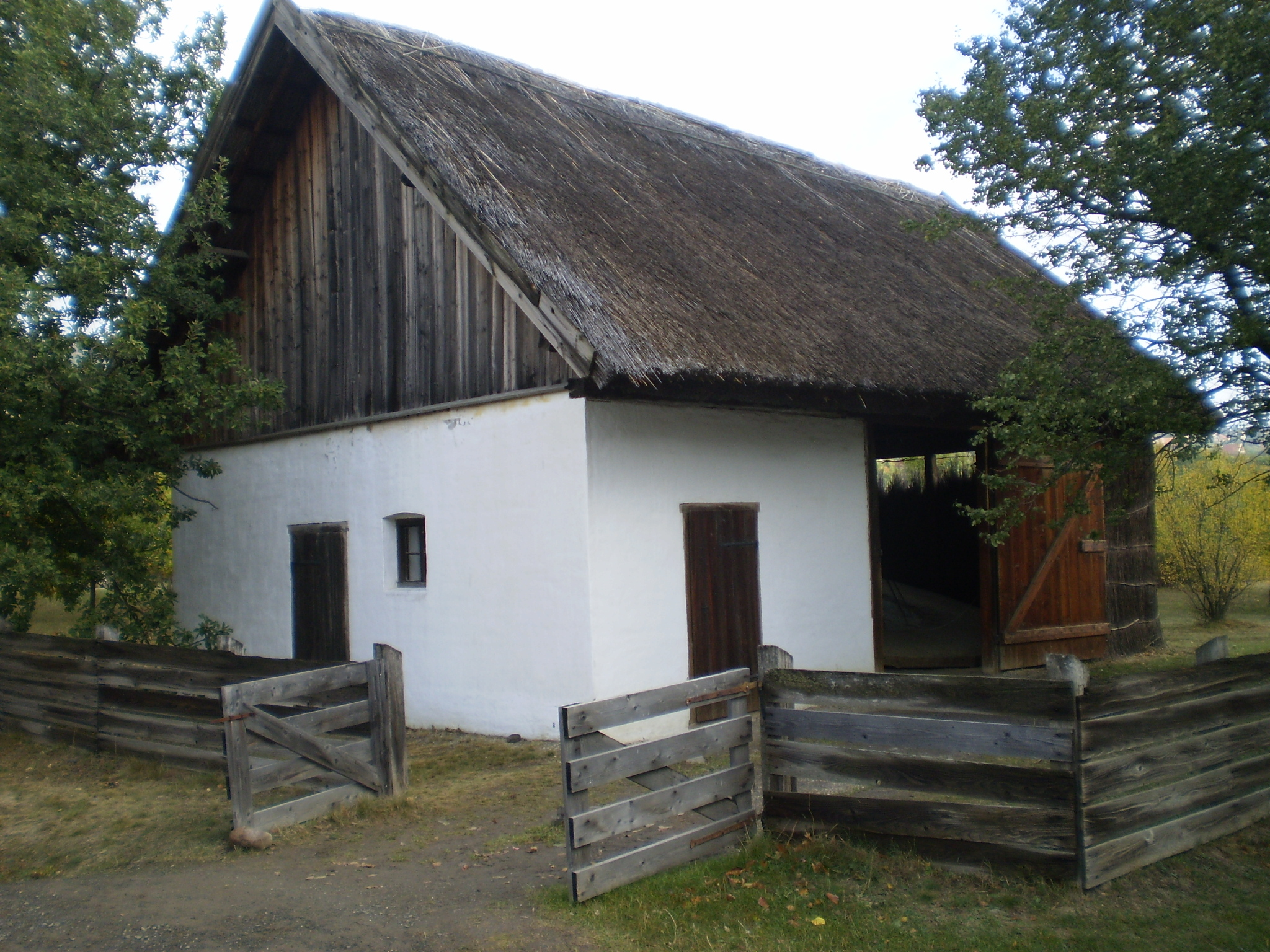
Mosonszentmiklósi tiprómalom

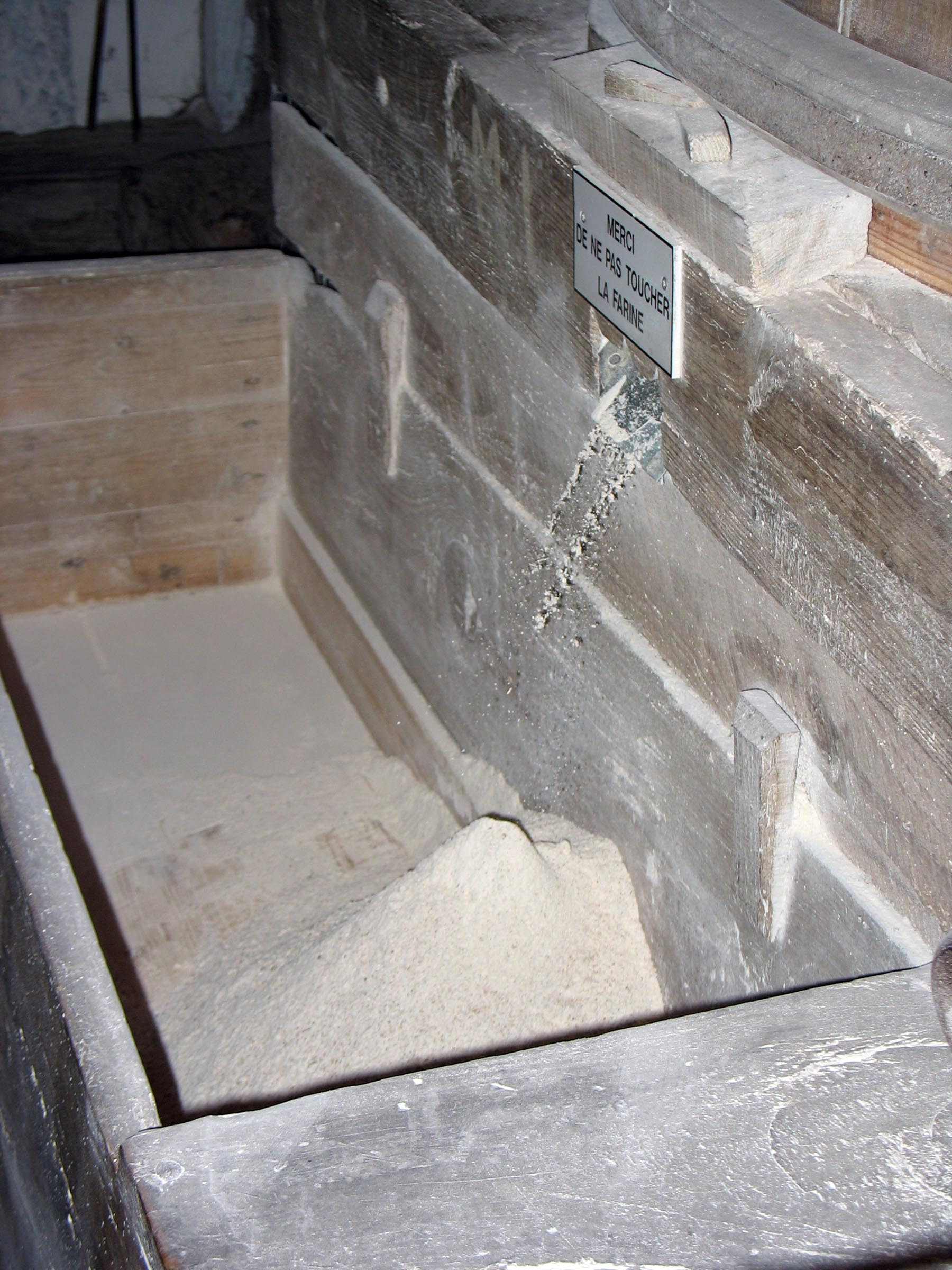
Liszt ömlik ki a malom őrlőkövei közül

A szárazmalom jelentése a középkorban minden olyan malom, melyet emberi vagy állati erővel hajtottak. Ebbe beletartozott a kézi hajtású kis malom, a taposómalom, a tiprómalom és a járgányos malom. A szárazmalmon kívül vízimalmok és szélmalmok őrölték a magot, sajtolták a szőlőt és az olajat és hajtottak más gépeket is. Később szárazmalmoknak csak az állati erővel hajtott malmokat nevezték.

## Története
Eredete ókori, már a görögök és rómaiak használtak szamárral vagy öszvérrel hajtott malmokat, ezekről nemcsak leírás, hanem ábrázolások és tárgyi emlékek is fennmaradtak. Magyarországon a 15. századtól kezdve biztosan használták olyan helyeken (főleg az Alföldön), ahol vízimalmok építése nem volt lehetséges. Várak, várfallal kerített városok is építettek ilyeneket, ha más célból nem is, de akkor használták, amikor az ellenség ostroma alatt el voltak zárva a külvilágtól. Szamárral hajtott szárazmalmok a középkori kolostorok szokásos felszerelései közé tartoztak.

## Elterjedése
Evlija Cselebi török utazó csak Budán 150 működő szárazmalomról tud, melyek gabonát őröltek. Hódmezővásárhelyen 1788-ban 69, 1808-ban 86 szárazmalom őrölt gabonát és csak 3 szélmalom volt a városban és kevés vízimalom. Az 1863-as malomösszeírás szerint az országban 7966 szárazmalom működött, de ez a szám 1894-re 2033-ra csökkent. A szárazmalmok csaknem kivétel nélkül a sík vidéken dolgoztak, jellemző, hogy 1894-ben Erdélyben már egy sem állt. A 19. század utolsó harmadában a szárazmalmokat előbb a szélmalmok, majd a fejlettebb gőzmalmok szorították ki.
A 20. század közepét csak kevés szárazmalom érte meg: a vámosoroszi (ez jelenleg rekonstruálva a szentendrei skanzenben látható) és a szarvasi, ez utóbbi 1836-ban épült és 1962-ig őrölt, eredeti helyén újították fel. Mindkettő járgányos malom. A szentendrei skanzenben állították fel a rekonstruált mosonszentmiklósi tiprómalmot. A tarpai járgányos szárazmalom a Tiszántúl egyetlen fennmaradt és helyreállított ilyen ipari műemléke.
Nagykikindán a mai napig is működőképes malom egyike a fennmaradt két, lovak által működtetett szárazmalomnak egész Európában.